# Camí ral de Girona a la Tordera
El camí ral de Girona a la Tordera és un camí públic mil·lenari que es bifurca a prop de Caldes de Malavella, al paratge anomenat Creu de la Mà (no confondre amb la Creu de la Mà que hi ha a Figueres). Segueix força fidelment la carretera N-II, en la seva branca de marina, mentre que segueix força la carretera que surt de la N-II i va a Hostalric envoltant l'estany de Sils. És una part del doble camí ral de Girona a Barcelona.
Aquest camí, amb petites variants, constituïa, en la seva major part del traçat, en l'eix vertebrador de l'entrada a Catalunya i a la península Ibèrica des dels països situats més al nord d'Europa. Inicialment anomenat Via Heraclea, els romans el van rebatejar com a Via Augusta, mentre que a l'edat mitjana va esdevenir Strata Francisca, per dir-se ja, en l'edat moderna i fins a l'actualitat, camí ral. Abans de la construcció de les carreteres modernes, a mitjans del segle xix, aquest camí ral era l'itinerari majoritari per al moviments militars i per al transport de mercaderies i de persones.
De Girona a la Creu de la Mà (al terme municipal de Caldes de Malavella) se separa una mica de la Via Augusta (que passa pels centres dels pobles de Fornells de la Selva i Riudellots de la Selva), seguint l'actual N-II en travessar aquests dos municipis. Llavors es bifurca, a la Creu de la Mà, en el camí de marina, que va a Tordera i continua per la costa del Maresme i en un altre camí per l'interior, passant per Hostalric.
Actualment aquest camí ral és visible en diversos trams i encara hi ha algun pont. A més, s'hi identifiquen encara clarament diversos hostals i masos, esmentats en fonts escrites des de l'alta edat mitjana. El seu traçat, a part d'estar separat de la vella Via Augusta, també és diferent del camí vell de Girona a Caldes de Malavella (pels centres urbans de Fornells de la Selva i Riudellots de la Selva), de difícil seguiment actualment, identificat sobretot pels xarrabascos existents.
Entre d'altres camins rals connectats amb el camí ral de Barcelona, de Girona també en sortia el Camí Ral de Girona a Vic. En el tram que anava de Girona fins a Sant Martí Sapresa, passava per Santa Eugènia de Ter, pel veïnat del Perelló, per Aiguaviva, per Estanyol i després baixava fins a l’Onyar i remuntava fins a Sant Martí Sapresa.